# 恰耶拉蘭
恰耶拉蘭是土耳其的城鎮，由約茲加特省負責管轄，位於該國中部，面積1,445平方公里，海拔高度1,348米，主要經濟活動是農業、畜牧業和林業，2000年人口14,046。

## 外部連結
- District governor's official website （页面存档备份，存于） （土耳其文）
- General information on Çayıralan （土耳其文）
- A nostalgic photo of Çayıralan
- A view of marble mines in Çayıralan

39°18′10″N 35°38′38″E / 39.30278°N 35.64389°E